# ドキ・ドキ・サマー・ガール
『ドキ・ドキ・サマー・ガール（英語表記:Doki Doki Summer Girl）』は、1982年6月1日に発売されたタケカワユキヒデの6枚目のシングルである。

## 概要
- 作詞はWILL WILLIAMS（英語詞）と岡田冨美子（日本語詞）、作曲はタケカワユキヒデ、編曲はミッキー吉野。
- コーセー化粧品CMソングである。
- タケカワのソロ名義であるが、演奏にはミッキー吉野、浅野孝已、TALIZMANが参加している。

## 収録曲
1. ドキ・ドキ・サマー・ガール
2. DOKI DOKI SUMMER GIRL
  - 「ドキ・ドキ・サマー・ガール」の英語版。